# 飛田厚史
飛田 厚史（とびた あつし、1月26日 - ）は、NST新潟総合テレビ (NST) のアナウンサー。

## 来歴
千葉県流山市出身。千葉県立小金高等学校、早稲田大学第一文学部卒業。
大学を卒業後、2002年4月にテレビ信州 (TSB) に入社。2008年3月まで同局に勤務した後、同年4月にエフエム東京 (FM TOKYO) へ移籍。2009年12月まで同局に勤務した後、2010年1月に新潟総合テレビへ移籍した。2016年8月4日付で新潟総合テレビ放送企画本部報道制作部の主事となる。
既婚者で、2児の父。

## 担当番組

### テレビ信州
- 情報ワイド ゆうがたGet! - 中継リポーター
- ヤングネット信州[2]
- TSBナイトライン[2]
- カタ破り情報番組 ミラクル開拓団
- TSBニュース

### TOKYO FM
- TOKYO FM NEWS
- TOKYO FM SPORTS
- TOKYO UPDATE
- バイブル - リポーター[6]
- ミュージックヴィレッジ ピープル[7]
- 東京の窓から

### 新潟総合テレビ
- スマイルスタジアムNST - MC・ナビゲーター（2010年10月 - ）
- NSTニュース[3]
- NSTみんなのKEIBA - MC・実況兼務。夏季、『みんなのKEIBA』（新潟が主場扱い）のときには実況のみを担当。
- その他のスポーツ中継 - 実況担当
- 国分太一のおさんぽジャパン（フジテレビ） - 2018年1月4日から19日まで放送の新潟ロケ回に長岡市の案内役で出演[8]。

## 主な実況歴
- 新潟大賞典（2015年、2022年〜2024年）
- アイビスサマーダッシュ（2017年〜）
- 関屋記念（2024年）
- 新潟記念（2017年〜）